# Anne McIntosh
Anne McIntosh, baronessa McIntosh of Pickering (ur. 20 września 1954 w Edynburgu) – brytyjska i szkocka polityk oraz prawniczka, posłanka do Parlamentu Europejskiego III i IV kadencji, deputowana do Izby Gmin, par dożywotni.

## Życiorys
Urodziła się w rodzinie Szkota i Dunki. Ukończyła Harrogate Ladies' College, następnie studiowała prawo na Uniwersytecie Edynburskim, kształciła się także na Uniwersytecie Aarhus. Uzyskała uprawnienia adwokata, krótko pracowała w zawodzie, po czym od 1983 do 1989 była zatrudniona w Parlamencie Europejskim jako doradca w grupie Europejskich Demokratów.
Zaangażowała się w działalność polityczną w ramach Partii Konserwatywnej. W 1987 bez powodzenia kandydowała z jej ramienia do Izby Gmin. Od 1989 do 1999 sprawowała mandat eurodeputowanej, wchodząc w skład Grupy Demokracji Europejskiej, a od 1992 w skład frakcji chadeckiej. Pracowała m.in. w Komisji ds. Transportu i Turystyki oraz Komisji ds. Kobiet.
W międzyczasie w 1997 uzyskała mandat posłanki do Izby Gmin z okręgu Vale of York. Z powodzeniem ubiegała się w nim o reelekcję w 2001 i 2005, zaś w 2010 została wybrana na czwartą z rzędu kadencję w nowo utworzonym okręgu Thirsk and Malton. W 2015 nie uzyskała partyjnej rekomendacji i zadeklarowała rezygnację z kandydowania po raz kolejny w wyborach do niższej izby brytyjskiego parlamentu.
6 grudnia tego samego roku otrzymała tytuł parowski baronessy McIntosh of Pickering, po czym zasiadła w Izbie Lordów.